# 広戸風
広戸風（ひろとかぜ、ひろどかぜ）とは、岡山県北東部の那岐山系の南側、津山市勝北地区（旧勝北町）と奈義町からなる横仙地方から津山市街付近の一帯でみられる、北寄りの局地風。日本三大局地風の一つ。

## 概要
名前に颪（おろし）が付かないが、広戸風は山を越えて吹き下ろすおろし風の性質をもち、日本のおろし風の代表例に挙げられる。気象条件では、那岐山から見て南東側、四国や紀伊半島とその沖合のエリアを台風が北東方向に進むときに現れやすい。
広戸風は古くより農作物や家屋への被害を出してきた。美作国東部の地誌を記した『東作誌』（1811年（文化15年）発行）など、江戸時代の文献にも被害が記録されている。風害が多いため「広戸から嫁はとっても嫁にはやるな」という言葉がこの地方にあったほどで、住民は風に苦悩してきた。
ときに風速50メートル毎秒(m/s)に達する暴風が吹き、田畑はたびたび被害を受け、電柱の倒壊などの被害を出す。かつては家屋が倒壊することもあったが、現代では倒壊にまで至る被害は減っている。それでも、窓ガラスが割れたり、家屋（特に2階建て）が揺れたりするという。また、大木が倒れたり、強風に煽られ通学中の子供や幌付きのトラックが道から水田に落ちることもある。
そして、この地域にだけ吹く強い風に対して、風は風の宮の風穴から吹き出すものだとか、風は風神の怒りによって起こるものなど、伝承や伝説が語られてきた。風の宮（風神社）は旧広戸村の北東端、現在の津山市大吉の森の中にある。周辺は現在自衛隊の日本原演習場となっている。
一方で、「風枕」と呼ばれる雲が見られたり山鳴りがしたりといった前触れも知られており、住民の間には、どのような天候で風が吹くのか、伝承を通した知識が従前よりあったと考えられる。
科学的に行われた最初の研究として岡山県測候所（当時）の森直蔵によるものが知られ、1925年（大正14年）に報告書が出されている。大阪管区気象台も調査を計画的に実施し1956年に報告書を発行、このほかにも気象機関や大学などが複数の調査を行い、原因や発生時の気象条件を明らかにした。

## 名称

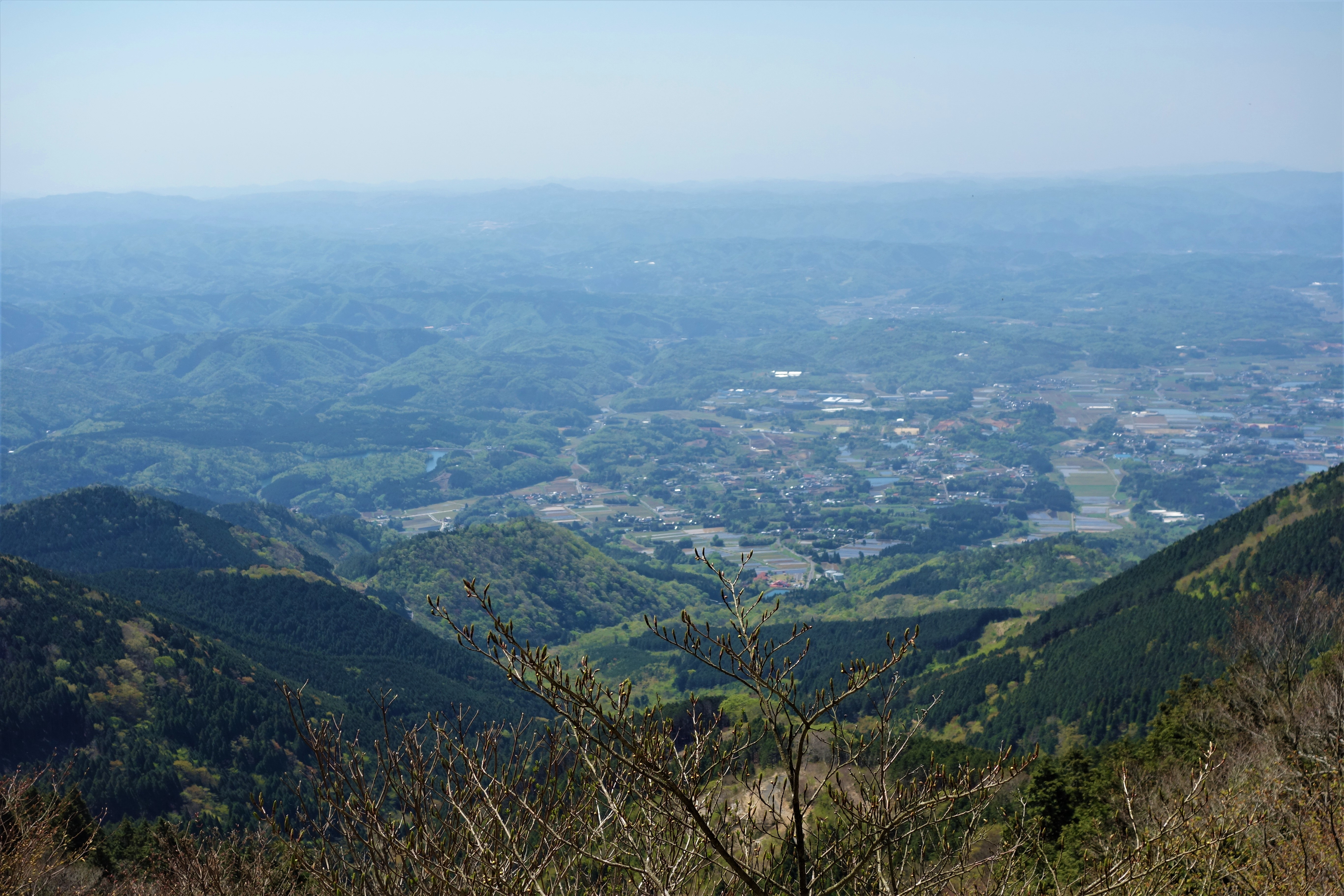
那岐山から見下ろす奈義町の広戸風常襲地帯

広戸風の呼称は地名、すなわち旧広戸村や広戸仙（山名）に由来する。広戸風に関する伝説がある風の宮も旧広戸村に位置しており、その影響も考えられる。
この地域には最高峰の那岐山（標高1,255 m）のほか滝山、広戸仙（爪ヶ城の名もある）、山形仙の4つの山が連なり、横に連なるさまからか「横仙」と呼ばれ、その南側山麓の勝北町・奈義町も横仙と呼ばれている。
地元の古い呼称として「那岐おろし」「横仙風（よこぜかぜ）」「北悪風」「北大風」「ほところ風」「まつぼり風」「魔風」などがある。
また「北風」と呼ばれることも多く、「北を出す」「北が出る」と言うこともあった。古いものでは、1811年（文化15年）発行の『東作誌』には「山下風」、1772年（明和9年）の書物には「広戸わたくし風」の記載がある。なお、「ほところ風」「まつぼり風」「わたくし風」は“ある場所だけで吹く風”“よその人が知らぬうちに吹く風”の意味があると考えられ、他地域の局地風にもみられる呼称。
地域による呼称の違いも見られ、那岐おろしは旧北吉野村で、横仙風は旧北吉野村、旧豊田村、旧豊並村で、まつぼり風は旧北吉野村や旧新野村で、広戸風やほところ風は旧広戸村で用いられたという報告がある。
第二次世界大戦後（以下、戦後と表記）は広戸風と呼ぶことが多くなった。新聞やラジオの報道、また現地で行われた調査が影響を与えたものと考えられている。

## 風の宮の伝説と神事
風の宮にはいくつかの伝承がある。風の宮の風穴は遠く因幡国までつながっていて、「北大風」つまり広戸風は風の宮の神の怒りによって起こる、風の宮のある森にみだりに立ち入るとれば風神の怒りを買う、というのが主なもの。風穴に誰かが石を投げ入れたりいたずらをしたりすると風神が怒って風が吹く、風神の機嫌が悪いときに風が吹くというものもあった。
また次のような伝説がある。風穴は何度も塞ごうと試みられうまくいかなかったが、村人皆で加茂川の石に法華経を一字ずつ書き埋めたところ塞がれ、その後風は起こらなくなったという。ただ、風穴は塞がれ風は止んだとする伝説とは異なり、古くから強風は頻繁に起こってきた。
江戸初期の津山藩主森氏は、住民に対して風の宮一帯への立ち入りを禁じたという。この記述から、森氏支配の時代には風の宮があったことが分かる。また天領となってからも、幕府は社域への立ち入りを禁じた。毎年8月1日から9月15日（旧暦）の間は昼夜を通して村人に交代で番をさせ、祭礼には毎年代官所が神饌料を献供していたとされる。
しかし、明治維新後は無格社となった。さらに、1908年（明治41年）には日本原が陸軍の演習場となった。演習場内となった風の宮は射撃の標的にされ、住民は風神の怒りに恐れおののいたとの話が伝わっている。
『東作誌』によれば風の宮は広戸神社の末社であったが、演習場となってからは広戸神社に合祀され、戦後に元に戻された。
風の宮の前には、かつての鳥居の一方の柱が残っている。この鳥居は勝北郡の住民からの寄進で建立されたことが銘から分かる。広戸神社の社記によるともう一方の柱には1701年（元禄14年）建立の銘があったというが、戦後に行方が分からなくなった。
風の宮の神事である風神祭は、古くは3月3日と8月10日（いずれも旧暦）の年2回行われたとされるが、『東作誌』には祭日は二百十日前後と記載がある。6月15日に多くの人が風の宮に参拝したという証言もある。『勝北町誌』によると、現在につながるものとしては9月1日（二百十日）に行われるようになった。1999年時点では、8月26日から9月1日にかけての時期に行われている。
風の宮の風神祭では、祈願の後、参加者は風雨の平穏と五穀豊穣を願う神札を各村に持ち帰る。1999年時点では7つの集落から参詣をしていた。神札には「風神社御祈祷 風雨順時五穀成就 祈所」と書かれており、竹竿に挟んで、村境の道沿いに立てて祀る。古くから風を鎮めようとしていた信仰を表すものである。
勝北地域ではかつて各村に風神社があったが、合祀により風神社などの名を残すのは3社となった。もう2つは、津山市原・清水谷地区の山中と、山形仙の山中に所在する。
奈義町豊沢にも別の風神社がある。こちらは19世紀に建立されたもので、風を鎮めるために奈良の龍田大社と京都の祇園神社の分霊を勧進したと伝わる。こちらも9月1日に風鎮祭が行われている。
風鎮にまつわる神社や祭祀、それらと関連付けられた風穴は、愛媛県東予地方のやまじ風が吹く地域、富山県西部の井波風が吹く地域などにもみられる。
このほか、神社で元日の朝12個の炭を並べ、灰の状態から広戸風の吹く月を占うという「オキシラベ」という行事も存在した。

## 風の主な特徴

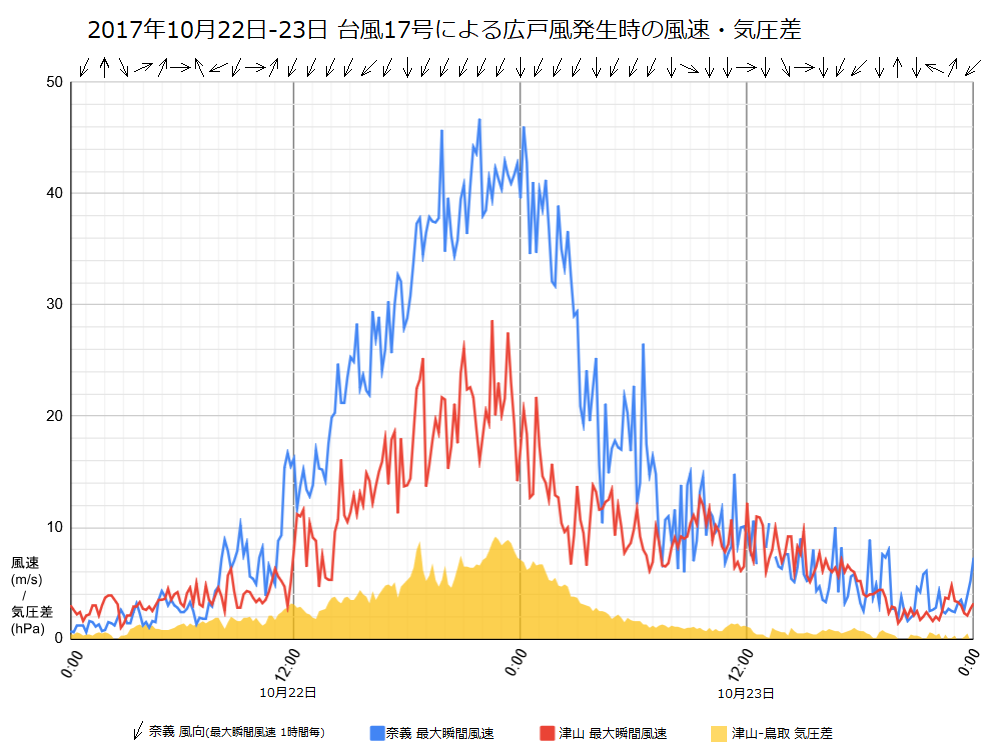
広戸風発生時の風速などのグラフ。2017年10月22日-23日の台風21号接近時。奈義（青）と津山（赤）の風速に差が現れている。奈義の風向と津山-鳥取間の気圧差も示した。

広戸風が始まるときは風速が急に増大し、同じ時刻でも近隣の津山などと風速に差が現れる。風速を時系列のグラフで見ると分かりやすい。
強風の継続時間を実例から見ると、2011年の台風2号の場合、奈義のアメダスで周辺より風の強い時間が約12時間続いた。
広戸風の発生中、「風玉」「風道」と呼ばれる突風の通り道が現れることがある。被害が著しい場所が幅数mから数百mの帯状に分布するもので、発生場所は毎回一定しないという。強風が終息に近づき風向が北北西になっているときに起こることが多い。

### 発生時期
季節的には8月から10月を中心とする台風シーズンに多く発生する。なお、発生数の77%が8月から10月に集中するという統計がある。この数字は1897年から1955年までの村役場の被害記録や日記を含む各種記録から得られたもので、稲などの収穫期に農作物の被害を重視し記録する影響があると推察されていた。ただ、その後の観測でもこの時期に多く発生するという矛盾しないデータが得られている。
臨界層（後述）形成に関連して、夏期には台風接近時以外は那岐山付近の大気下層がほとんど北風にならないこと、冬季には下層の北風と上層の南風が同時に起きないことが、季節的な発生条件に関係すると考えられている。

### 発生地域
自治体では奈義町、津山市、勝央町および、美作市のごく一部が風の範囲。広戸風の常襲地帯は日本原付近を中心として北東-南西方向に長軸を延ばす楕円状の領域に広がる。ただ、東西に12 km、南北に8 km程度と狭い。国道53号より南に約5 kmまでがおよその南限。同じ町内でも、常襲地帯から外れほとんど影響がない地域もある。
横仙地方に集中して暴風が吹き風速がとりわけ大きいパターンと、津山市街を含む広い範囲に強風が吹くパターンがあることが知られている。最大瞬間風速のデータから、2017年の台風21号や2019年の東日本台風（台風19号）は前者、2004年の台風23号は後者のパターンであった。

## 発生機構
広戸風は基本的に次のようなしくみと考えられている。気圧配置により生じ、地形により集まった北寄りの風が山を越える。大気の下層が安定成層で、一定以上の強風が吹いているなどの条件が揃うと、山を越える風は、おろし風の機構でさらに強い風となって、狭い範囲に吹き下ろす。

### 気圧配置

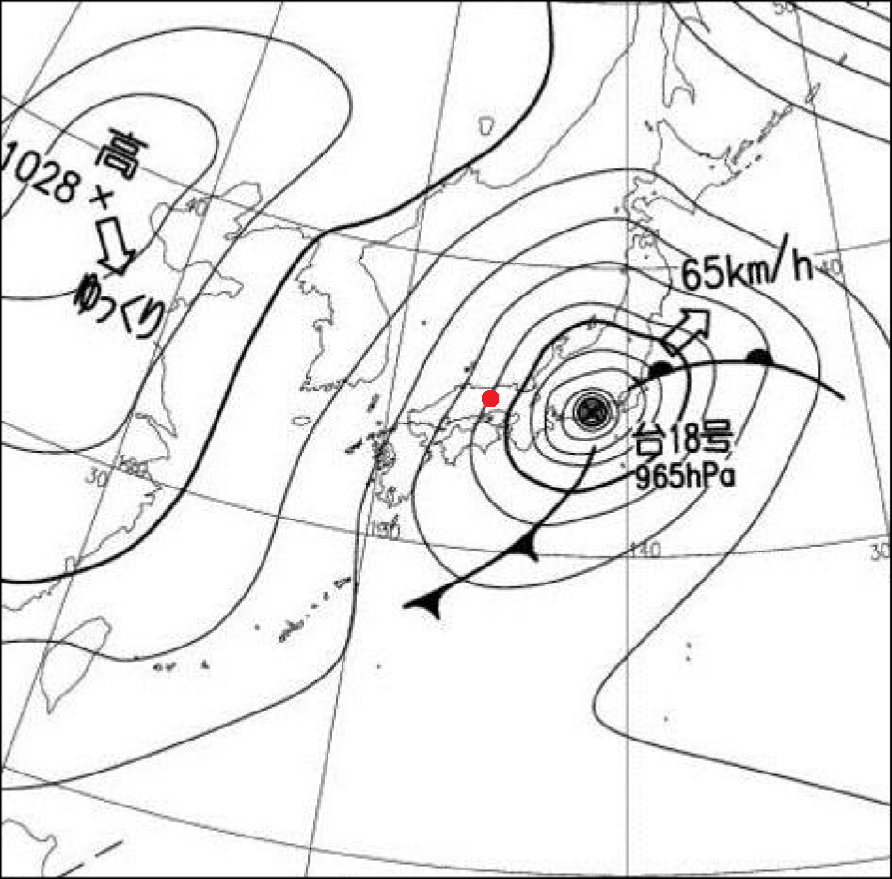
台風18号の北東進に伴って広戸風が吹き、止んだ直後の天気図(2014年10月6日9:00JST)。那岐山の位置を赤い丸で示す。
6日5時に奈義の平均風速が北20.2 m/sと最大に達しているが、天気図の時刻である6日9時には北西3.9 m/sと弱まっていた。

典型的には、那岐山から見て南東側のエリア、紀伊半島や中部地方、遠くは四国沖・紀伊半島沖まで含むエリアを、台風などが北東方向に進むときに広戸風が発生しやすい。角谷久五郎（1951年）、玉井駿男（1952年）は過去の例を解析し、広戸風発生時の台風の中心位置を地図上にプロットした図を作成した。大阪管区気象台の調査報告(1956)もこれを引用、岡山地方気象台の解説でも同様の図を掲載している（参考:図1）。
天気図を見ると、東西に伸びる山地の北側は気圧が高く南側は低くなっている。岡山県付近では等圧線が比較的混み、等圧線が北東-南西または東北東-西南西方向に走る状況となる。
ここで気圧配置と風向の関係を考える。北半球の低気圧では、中心に向かって反時計回りに回り込むように風が吹く。ただし摩擦の影響を受けるため、地表では等圧線に平行な向きよりも30°ほど低気圧側に傾いた向きに吹き、上空に行くに従って等圧線に平行な向き（地衡風）に近づく。前記の南東側エリアに台風などが存在すると、等圧線に平行な北東ではなく北寄りに風向が傾き、山脈にほぼ直角の風向となる。
等圧線の混み具合（風の駆動力となる気圧勾配）の条件としては、前記の南東側エリアに台風などの接近があって、津山 - 鳥取間の気圧差が3 hPa以上が目安。
なお、台風だけではなく、発達した低気圧や、台風よりも風速が弱い熱帯低気圧が前記の南東側エリアを進むときにも発生することがある。
これに加え少数例として、発達した寒冷前線の通過に伴い北寄りの風が吹く際や、日本海に強い高気圧の張り出しがあって、同様の気圧差が生じるときにも、広戸風が発生することがある。
ただし、台風などが那岐山から見て北西を進むときや、日本海にも同時に低気圧がある場合には、広戸風は起きにくい。また、台風が東に進む場合よりも北に進む場合のほうが、広戸風が発生するタイミングは遅れる傾向があるという。

### 地形要因
山越え以外の地形要因として、北側のV字谷がある。那岐山系の北側の鳥取県には千代川が北に向かって流れていて、流域の東には北東方向に、西にも北西方向に1,000 m級の山々が連なり、南に向かって谷の幅が狭まるV字谷様の地形となっている。北寄りの風が吹くとこのV字谷で風が収束することが、強風のメカニズムの1つと考えられている。
那岐山の南側直下の斜面が急になっていること、南麓には日本原などの平坦地があることも、風に影響しているとする解説がある。日本原付近の丘陵上やその東側・西側斜面は特に風が強い地域とされている。

### おろし風
おろし風は、安定成層の大気が山脈を超えるときに加速され強風が生じるものである。跳ね水（跳水）や山岳波の砕波の機構をもち、地形、成層状態、風速などの因子の違いにより強風の到達距離や波数などが変化することも知られている。広戸風の場合、高度3,000 m程度まで安定成層をしていることと、山頂付近の風速がおよそ15 m/s以上あることが必要と考えられている。
また広戸風については研究により、台風の接近時に上空に形成される臨界層（風速がゼロとなる層）が重要な効果をもつことが分かっている。愛媛県東予地方のやまじ風では明瞭な臨界層が現れない。
広戸風の発生モデルでは、下層の北風は1,200 m級の那岐山を超え、標高約400 mの横仙地方に吹き下ろす。勝北町の山地に入るあたりで跳ね水が生じ、横仙地方の上空、臨界層の下には強風が及ばないよどみ層が生じる。地上の強風はよどみ層の直下で生じていることになる。よどみ層はやまじ風にもみられる。
紀伊半島方面に中心をもつ台風の影響で、大気下層では強い北風、上層では台風の外出流による南風の循環場となり、この上下の境に臨界層が形成される。高度は600hPa高度付近。台風が北東に進むと、那岐山付近の上層は台風の循環場から外れて一般風（例えば北西風）となり臨界層は消滅する。これに伴って山岳波は変化し、跳ね水が生じる場所が風上側に移動、横仙地方では風が弱まるか逆転して広戸風は終息に至る。
近隣の鳥取で下層の強い北風が続いていても広戸風が終息することがあって、このとき上層が南風から西風などに変化して臨界層が消滅している。
台風が離れたところを通過したときのほうが広戸風は起こりやすく、台風の中心域が津山・横仙一帯を通過したときにはむしろ、岡山県内のほかの地域と風の強さにあまり差が出ない。これは、台風の後面で吹く北風が大気下層を不安定にし、風の吹き下ろしを弱めるためと考えられている。
広戸風は夜間に起きやすいことが統計に現れているが、日没後は大気下層の安定度が増すため、大気の安定条件が強風の出現に関わることと整合する。強風に伴い雨が降っても弱い場合が多いが、これも同様。
ちなみに、広戸風の強風が吹く山ぎわの領域では、天気図の配置よりも小さな規模で局地的な低圧部がみられる。時間とともに強風領域が風上の北東方向に移動するのに伴い、低圧部も移動する。低圧部と周囲の気圧差は、奈義町役場と西に約18 km離れたアメダス津山の間で4 hPaに達した事例がある。おろし風が吹き下ろす山ぎわの気圧低下は、加速される風のベンチュリ効果によるもので、やまじ風や六甲颪、ボルダーのおろし風にもみられる。

## 予報
広戸風の多くは台風に伴うものであるため、事前の予想は台風の予報によってかなり正確に行えるようになった。冬に高気圧の張り出しによって起こるケースも、気圧配置から予想できる。
具体的な予想法として、前記の南東側エリアを台風などが北東に進み、かつ、津山 - 鳥取間の気圧差が3 hPa以上になる場合が挙げられる。台風ではなく発達した低気圧や寒冷前線に伴って気圧差が大きくなる場合も同様。また前記の通り、台風が北西側を進むときや、日本海にも同時に低気圧があるときは広戸風が起きにくい。
鳥取で風速が北東 - 北に変わり急に風が強くなったとき、約1時間半後に那岐山麓で広戸風が吹き始めるという、風向変化の経験則もある。
高層気象観測から分かる発生条件がいくつかある。米子の上空1,000 mの風向が北のときはその風速と那岐山上空の風速がよく相関する。米子の上空1,000 mの風向変化と広戸風も相関し、米子上空の風向が始めの東北東から北東 - 北に変わるとその時点で広戸風は強まり、北北西に変わると急速に弱まる。鳥取上空の臨界層形成時間と広戸風の継続時間もよく対応する。850hPa天気図（高度約1,500 m相当）において、沿海州に寒気の中心があって南北温度傾度が大きく、風向が北東 - 北で下層に寒気が下りてくるときには広戸風が発生する。
ただ、近年では広戸風の予報にもコンピューターによる風速の予測が活用されている。
なお、岡山地方気象台は台風の接近時などに、「広戸風が発生するおそれがある」として気象情報で注意を呼びかけることがある。

## 前兆・付随する現象
前触れもしくは風と同時に現れる現象が、いくつか地元で伝承されている。

### 風枕・山鳴り
広戸風の発生時には那岐山や滝山に「風枕」と呼ばれる雲が出現することが多く、古くから発生の目安とされている。枕のような形状の雲で、典型的には、風が吹き始める前から現れ始め、山の八合目まで、ときに六合目まで覆うほど発達する。雲の下端は渦を巻くように内側に曲がる。広戸仙や山形仙にはふつう現れないという。ただし、風が強くならないときに雲が出現することもある。
「風枕が滝のように動き麓に下りてくると風が吹く」「風枕が動かなければ、山鳴りもせず、風も吹かない」といった言い伝えもある。風枕が麓に下りてから半日くらいで風が吹くと言われているが、2 - 3日前から風枕が現れることもあるという。
風枕が出現し始めた後、ゴーゴー、ドードーという山鳴りも聞こえ始める。山頂付近で風速が大きくなることに対応して発生する。聞こえ始めから、早ければ1時間から4時間程度で広戸風が吹き始めるという。

### その他の前兆等
広戸風が吹き始める前の天気としてちぎれ雲が南へ流れて弱い雨が降る「北雨」（きたげ）が伝わっている。「雨が多いときには風は弱く、少ない時は風は強くなる」という言い伝えもみられる。
また、夏の土用やその前の頃吹く雲を北に流すような南風を「ながせ風」と言い、これが吹く年は広戸風が吹くとか、南東方向からの「たつみ風」が吹くと吹き返し広戸風が吹くといった言い伝えがある。ただし、ながせ風やたつみ風は、広戸風というよりも台風接近に伴う風で、その後広戸風が吹かないことが珍しくない。
広戸風の発生に伴い、フェーンによる気温の上昇が起こる場合もあるが、起こらない場合もあり、一概に昇温が起こるとは言えない。

## 被害の歴史

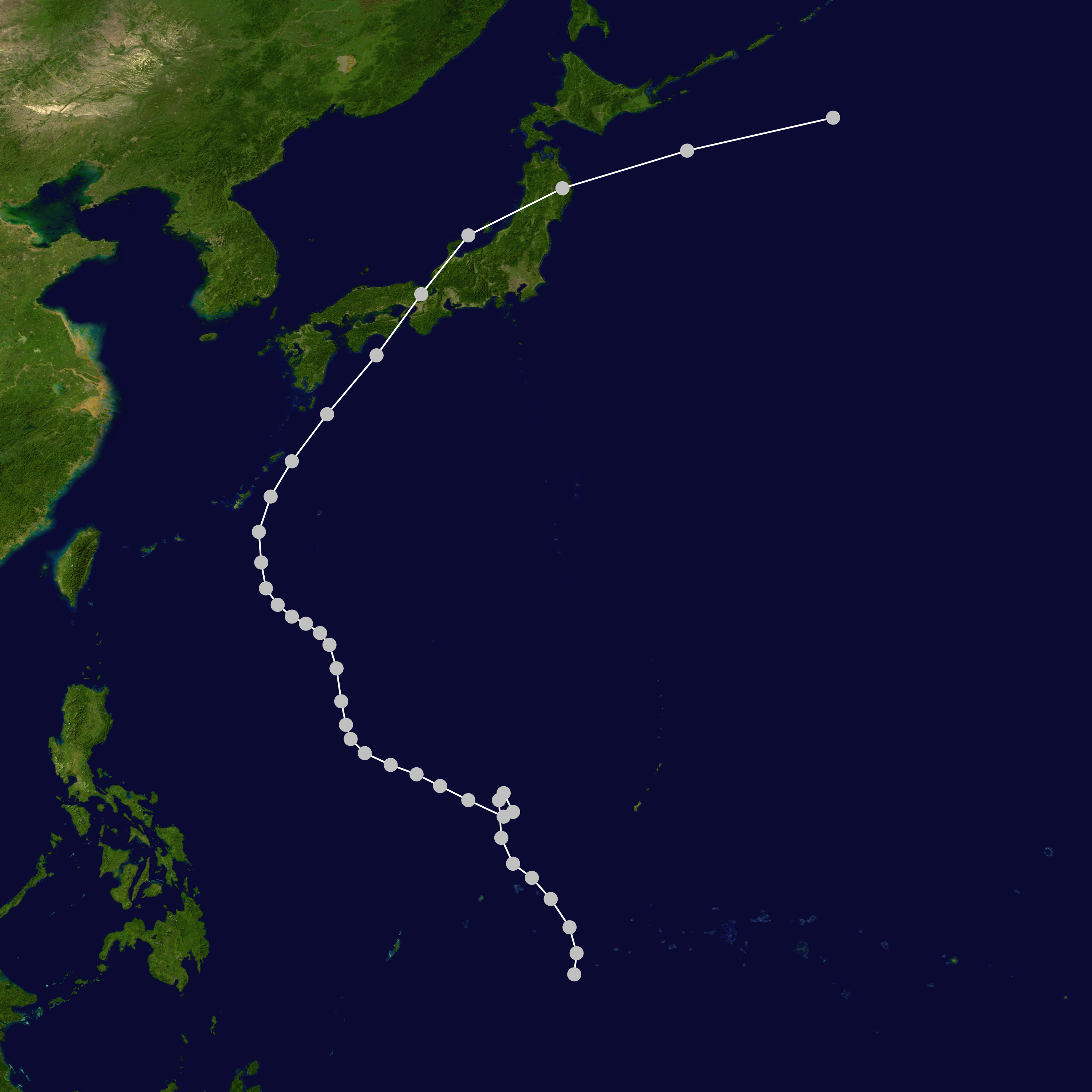
1934年の室戸台風の経路

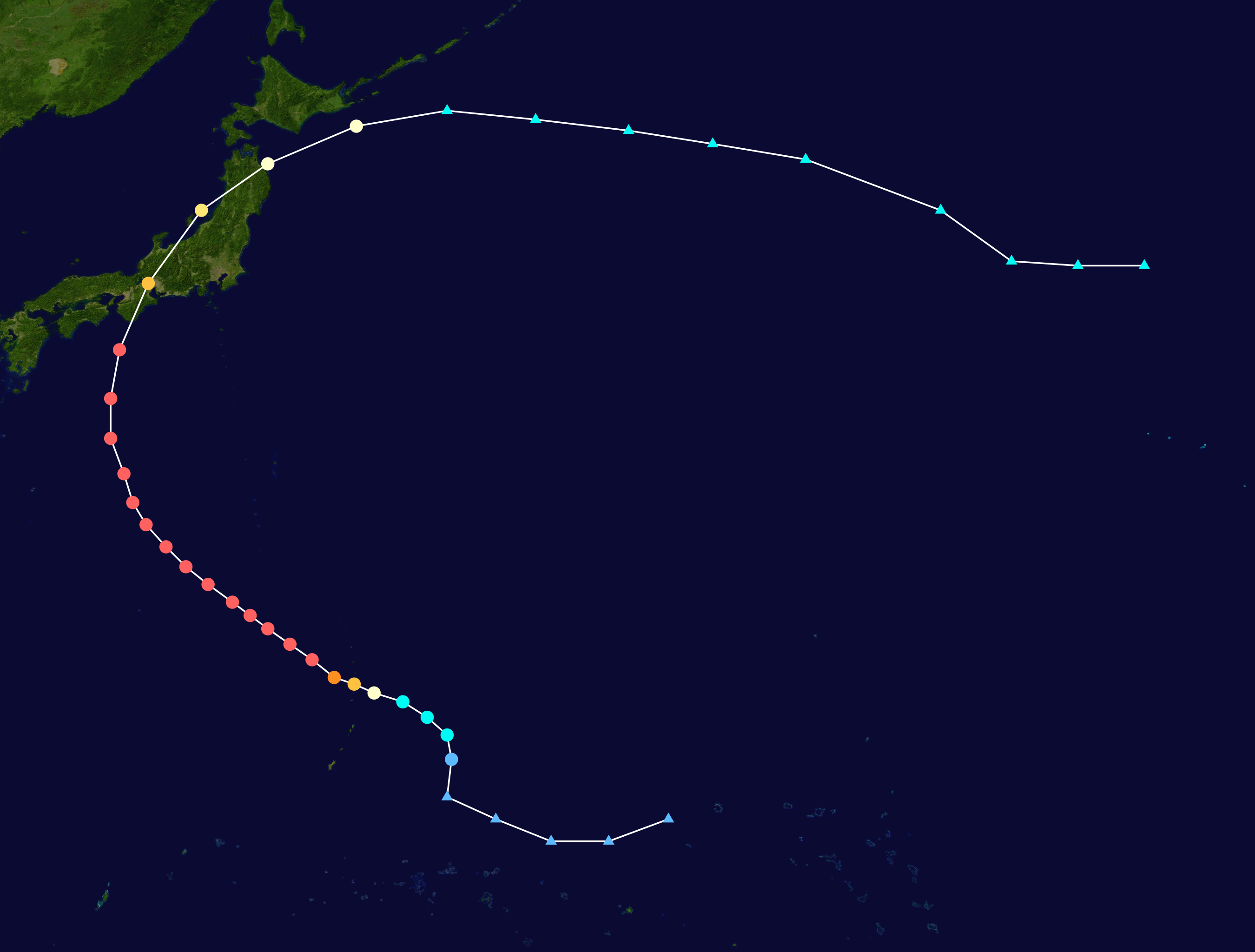
1959年の伊勢湾台風の経路

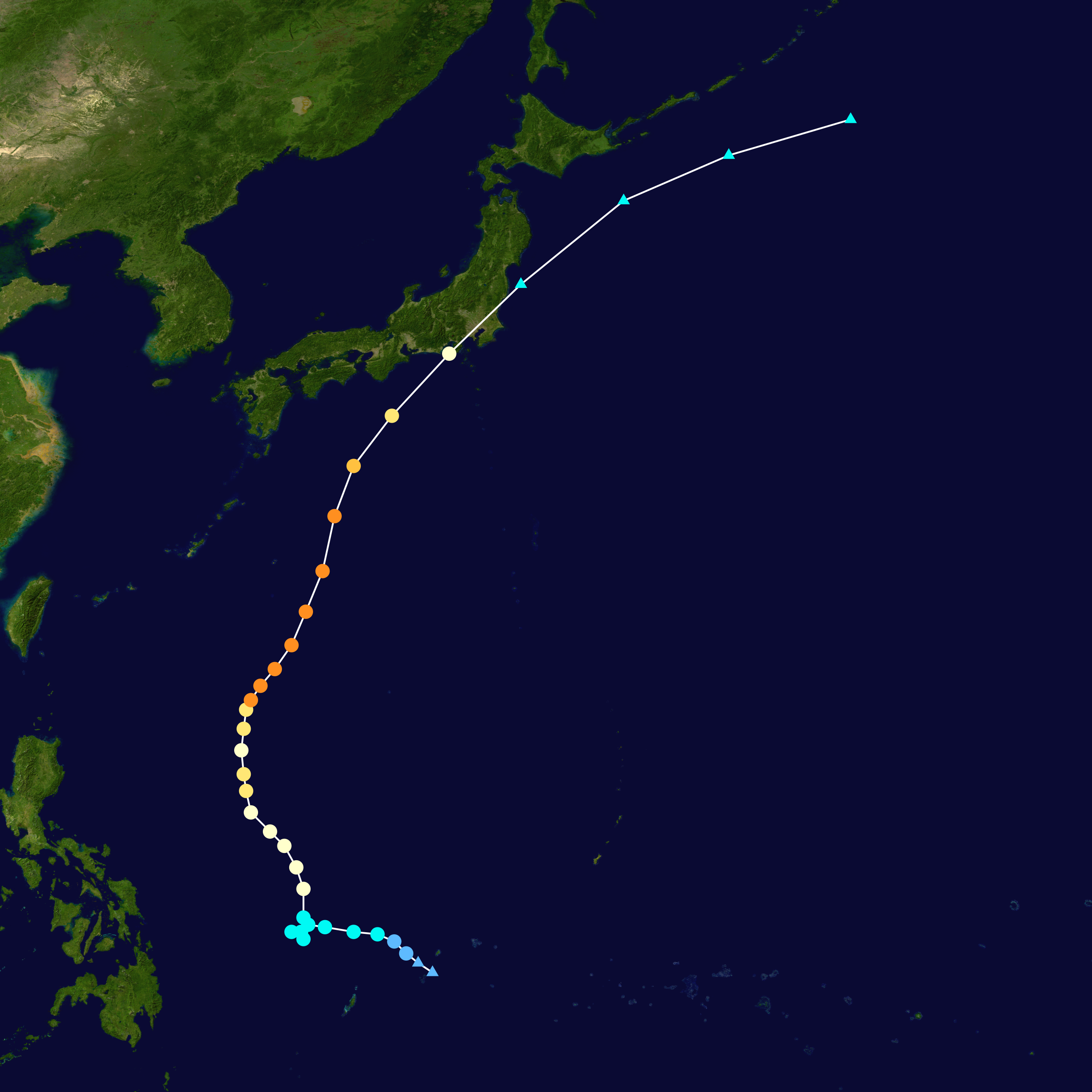
2017年の台風21号の経路

奈義町役場のまとめでは、1972年から2019年までの48年間で、町内で被害のあった広戸風は55回あり、そのうち被害額が5000万円以上となったものは11回だった。また『勝北町誌』によれば、1899年から1986年までの87年間で広戸風は146回あった。
広戸風研究班の報告書によれば、概ね災害記録が詳しく残っている1594年から1974年までの385年間において、中程度以上の広戸風は推定を含め172例あった。およそ2年に1回の頻度となる。ただし、1年に3回や4回発生する例もあれば、10年以上発生しなかった例もある。
記録から分かるもので最も広戸風の被害が激しかったのは、1825年（文政8年）の大風と、1934年（昭和9年）の室戸台風によるものと報告されている。

### 江戸時代まで
『日本書紀』の天武天皇11年（683年）七月戊午の日には「信濃國。吉備國並言。霜降。亦大風。五穀不登。」（信濃国と吉備国で、霜降り、大いに風吹きて、五穀登らず）とあり、確実に広戸風を指すとはいえないものの、広戸風に関する記載とすれば最古の記録と考えられる。
『東作誌』（1811年）には、諾山（那岐山）について、秋の中ごろ「山下風」が激しく吹き麓の里が被害を受けるという記載がある。
1825年の大風は建物にも稲にも甚大な被害があった。3年続けて風害があり、1823年と同様検見の後の大被害で、年貢米の延納を求めて農民は一揆を起こすに至った。
1865年（元治2年）の『工門文書』には、農民が広戸風の被害に悩まされていたことが窺える記載がある。前年に強い「北悪風」つまり広戸風が吹いて作物が被害を受け、年貢が足りなくなり翌年の種籾まで差し出したので囲籾を借用したいというものであった。

### 明治以降
1934年の室戸台風の際、奈義町では風速約60 m/sに達する暴風が吹いた。41戸が倒壊、村の全戸に破損があり、農地の被害も甚大だった。
1959年の伊勢湾台風の際、奈義町では9月25日夕方から吹き始めた広戸風が9月26日23時あるいは9月27日1時頃まで続いた。最大風速が約55 m/sに達する暴風で、地域全体で家屋を含め建物の全壊61棟・半壊132棟・大破1,786棟・中破3,260棟と甚大な被害となった。このうち、奈義町内だけでも家屋全壊10戸・半壊84戸、建物被害8,500万円、水稲の被害面積700ha・被害額1,829万円、その他の農産物被害1,208万円、山林被害1,500万円、被害総計は8,037万円に及んだ。勝北町でも推定被害額は2,900万円だった。
1964年の台風24号では、最大風速35 - 40 m/s・最大瞬間風速約60 m/sに達する暴風が吹いた。台風全体の被害として、奈義町では家屋被害1,800戸・8,384万円、水稲の被害額は2億1,056万円に達した。
昭和前期には室戸台風や伊勢湾台風の際の被害が甚大であった。昭和期には、1937年9月、1948年のアイオン台風、1950年のジェーン台風、1955年の台風20号、1958年9月、1965年9月、1972年9月、1979年10月などにも大きな被害があった。1968年2月には台湾坊主（当時の用語、現在の東シナ海低気圧）に伴う広戸風が吹き、大雪を伴った事例もある。
平成以降では、1990年の台風19号、2004年の台風第23号などで大きな被害があった。
2004年の台風23号では、奈義町で最大瞬間風速51.8 m/sを記録した。山林では被害面積約5500ha・被害総額約65億円に上るスギやヒノキの大規模な倒木があり、家屋の屋根瓦飛散などの被害も出た。
2017年の台風21号でも広戸風が吹き、アメダス奈義（2008年観測開始）で最大瞬間風速46.7 m/s（観測時刻:10月22日21:50）を記録した。なお、このときアメダス津山の最大瞬間風速は28.6 m/s（観測時刻:10月22日22:30）であった。津山市と奈義町で住家4棟の屋根が飛ばされ、非住家の一部損壊が10件あった。
2019年の東日本台風（台風19号）では、アメダス奈義で最大瞬間風速33.5 m/sを記録した。国指定天然記念物である菩提寺のイチョウの枝が折れる被害も発生している。この台風では、岡山地方気象台は前日10月11日の段階で、広戸風が吹くと予報し最大風速25 m/s・最大瞬間風速35 m/sと予測していた。翌10月12日早朝には風枕の出現が確認され、14:40に最大瞬間風速を記録している。

## 対策

### 家屋:戸背など

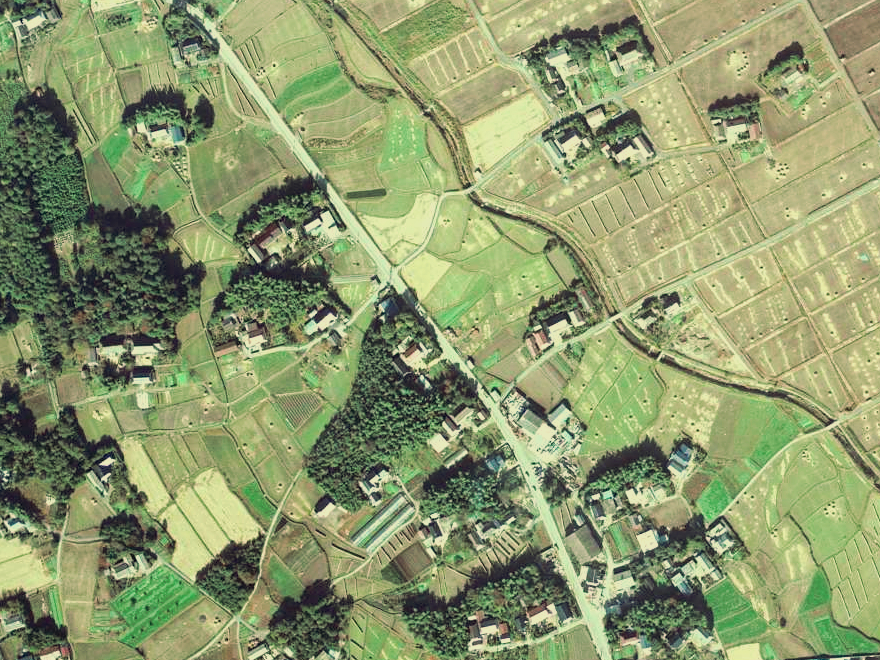
奈義町滝本付近。多くの家屋の北側に戸背や林がある。(、1976年撮影)

津山市勝北地区（旧勝北町）や奈義町の一帯では、北側に「戸背（こせ または こぜ、木背の表記もある）」と呼ばれる防風林を植え、広戸風に備えている家屋が多く見られる。戸背はヒノキ・アカマツ・ツバキなどの雑木林や竹藪で、1 - 2 m程度の土手の上や前後に植えられることが多い。戸背は家の背後を意味し、家が林を背にしている様子からそう呼ばれるようになったものと推察されている。
1970年代当時でも、戸背の木々は樹齢二、三百年を数えるものが多かった。木の高さは5 m程度に達したものが多い。広戸風研究班の報告書（1980年）によれば、戸背を持つ家の約6割は北側に配置し、約4割は東側や西側にも配置していた。また「田は作らなくても、家の木背には肥をやれ」と言われるほど戸背は大切にされた。
竹久順一（1952年）は戸背の型を3分類し、成立背景と結び付けた説明を行っている。1つは山麓型で、耕作地帯ではなく山麓に多く分布し、江戸期に有力者が背後の山林を利用して造ったと考えられる古い形式。ほかに比較的新しい形式として築地型と土塁型がある。築地型は50 cmから1 m程度の盛土の上に植樹するもので、平坦なところに多い。土塁型は3 mから5 mもの高さの土塁の上に植樹するもので、日本原から滝本にかけての国道53号より南、明治以降に開拓され自然林が少ない地域に多い。
地域的には、特に国道53号よりも北の地域に多く、山に近づくほど戸背のある家が多くなるとの調査報告がある。風に関係するこの地域独特の景観だが、新しい住宅地を中心に戸背を設けない家が増えつつある。また、建築技術が進み家屋が倒壊するような大きな被害は減少する傾向にある。
家屋には他にも、柱を比較的太いものとする、家の高さを低く抑える、竹で編んだ天井に厚さ20 cm程の土を盛り重しをするなどの工夫も見られた。

### 農業・生活
9月から10月は広戸風が多いが稲が実る時期でもあり、強風が稲を倒したり、開花期の稲穂を変色させ実らなくしたり、実った籾を落としてしまうなど大きな損害をもたらす。早生・中生・晩生と収穫期がずれるよう栽培したり、倒伏に強い品種を選んだり、稲架を若干風を受けにくくなる南北方向に立てたり、風枕などの前兆がみられ風が吹く直前にわざと稲を風下側に倒したり、といった対策が取られてきた。1980年代時点では早生品種であるヤマビコが普及していた。
風害による制約のため、畑作ではサトイモの栽培が広まっており、茶や畜産、苗木生産などがみられる。
なお、江戸時代半ばまでは耕地にも戸背（田ごせ）が設けられていた。『美作略史』（1881年）によると、田畑に影ができてしまうことを理由に1741年（寛保元年）、耕地内の戸背の新設が禁じられ既存の耕地内の戸背も伐採が進められた。数少ない残存例が広戸風の常襲地帯の東のはずれ、奈義町高円にある。耕地の防風の機能を兼ねる広域防風林の造成がいくつか計画されたが、ほとんど実施には至らなかった。
明治時代に日本原一帯は士族授産のための開拓地となったが頓挫し、一部残った者も1908年の演習場開設に伴いこの地を離れた。開拓を困難にした原因に、水利の悪い土地条件や黒ボコと呼ばれる酸性土壌と並び、広戸風が挙げられる。日本原一帯はリンゴの生産地を目して極早生種の導入が行われたが、これも風害により期待通りには進まなかった。戦後には旧軍人や引揚者の入植が再び行われ、イモ類や青リンゴの栽培を経て酪農中心の営農となっている。
古い家屋には、「風害倹約」の札を表に掲げる例も見られた。風害による損害や減収に備えて、あるいは損害を受けて、倹約を戒め、また近所付き合いを質素にするという表明と考えられる。
生活上の被害予防については、気象予報に基づき、また観測される前兆も参考にして、行政が対応を予め決めている。奈義町の例では、発生が予測されるときには住民に対策をするよう事前に呼びかけるほか、風害の恐れがある時間帯の外出自粛の呼びかけや学校の休校措置などを行う。